# Drincham
Drincham település Franciaországban, Nord megyében. Lakosainak száma 282 fő (2022. január 1.). Drincham Pitgam, Eringhem és Looberghe községekkel határos.

## Népesség
A település népességének változása:
| Lakosok száma | 249  | 250  | 257  | 250  | 262  | 266  | 274  | 278  | 282  |
|               | 2013 | 2015 | 2016 | 2017 | 2018 | 2019 | 2020 | 2021 | 2022 |